# Premi Miquel Àngel Riera de Poesia (Ciutat de Manacor)
|  | No s'ha de confondre amb el desaparegut Premi Miquel Àngel Riera de poesia convocat entre 1996 i 2009 per la Fundació la Nostra. |

El Premi Miquel Àngel Riera de Poesia, creat el 2013, és un premi de poesia en llengua catalana convocat pel Departament de Cultura de l'Ajuntament de Manacor i la Institució Pública Antoni Maria Alcover i entregat dins els Premis Ciutat de Manacor. Porta el nom del poeta manacorí Miquel Àngel Riera.
Al premi s'hi poden presentar obres inèdites de poesia de temàtica lliure, escrites en català. Té una dotació de 3.000 euros i l'obra guanyadora es publica a l'editorial Món de llibres.

## Guanyadors
- 2013: Eva Baltasar per Vida limitada[2]
- 2014: Rosa Maria Arrazola i Díaz per Rai[3]
- 2015: José Luis García Herrera per Passatge d'hivern[4]
- 2016: Raimond Aguiló per La pols de la calaixera[5]
- 2017: Maria Sevilla Paris per Kalàixnikov[6]
- 2018: Anna Pantinat i Hernández per Qui no s'anomena[7]
- 2019: Laia Carbonell per Nibrós[8]
- 2020: Juli Capilla per La Casa Buida[9]
- 2021: Mireia Cassanyes Dalmau per L’ombra forana[10]
- 2022: Tomeu Caldentey Julià per Cossos[11]
- 2023: Francesc Pastor Verdú per Tan fugaç[12]
- 2024: Carme Alegre Beltran per Strappo seguit de Pare Aforístic o Galatea a la Paret.[13]